# Висока Махала
Висока Махала (мкд. Висока Маала) је насеље у Северној Македонији, у југоисточном делу државе. Висока Махала је у саставу општине Васиљево.

## Географија
Висока Махала је смештена у југоисточном делу Северне Македоније. Од најближег града, Струмице, насеље је удаљено 18 km северно.
Насеље Висока Махала се налази у историјској области Струмица. Насеље је положено на јужним падинама Малешевских планина, северно од Струмичког поља. Надморска висина насеља је приближно 600 метара. 
Месна клима је планинска због знатне надморске висине.

## Становништво
Висока Махала је према последњем попису из 2002. године имала 457 становника.
Већинско становништво у насељу су Турци (100%). 
Претежна вероисповест месног становништва је ислам.